# کریستا کوسونن
کریستا کوسونن (فنلاندی: Krista Kosonen؛ زادهٔ ۲۸ مهٔ ۱۹۸۳) یک بازیگر اهل فنلاند است.
از فیلم‌هایی که وی در آن نقش داشته است، می‌توان به تطهیر، شاهدخت، پهنه آبی، جاده شمال و سال گرگ اشاره کرد.